# Egbert Adriaan Kreiken
Egbert Adriaan Kreiken (Barneveld, 1 november 1896 – Den Haag, 16 augustus 1964) was een Nederlandse astronoom.

## Jeugd
Zijn vader, Willem Rudolph Kreiken, was getrouwd met Ada Ilcken en was eigenaar van de kostschool “Benno” te Barneveld. Hij was de broer van Julius François (1892) en Margaretha Wilhelmina Martina (1894). Vader Willem Rudolph had de kostschool gekocht van de weduwe Kapteyn, moeder van Jacobus Cornelius Kapteyn, de later beroemde hoogleraar in de sterrenkunde aan de Universiteit van Groningen. Velen van de familie Kreiken waren onderwijzers. Zijn vader overleed in 1898, het jaar waarin Egbert Adriaan twee jaar werd, en zijn moeder verhuisde met de kinderen naar Den Haag in 1902. Tussen 1902 en 1911 verbleven zij in Gironde, Frankrijk, waar de kinderen het lager onderwijs volgden. Egbert Adriaan voltooide de middelbare school in Nederland.

## Studie en proefschrift
Kreiken studeerde wis- en natuurkunde aan de Universiteit van Groningen onder supervisie van professor Jacobus Cornelius Kapteyn. Vlak na de dood van professor Kapteyn in juni 1922, promoveerde Kreiken onder supervisie van professor Pieter van Rhijn.
Zijn dissertatie was getiteld “On the colour of the faint stars in the Milky-Way and the distance of the Scutum-group”.(21 februari 1923, Groningen). Hij gebruikte platen welke waren opgenomen door professor E. Hertzsprung op het Mount Wilson-observatorium met een 60 inch-reflector.  
In zijn dissertatie, tot dan toe het meest uitgebreide onderzoek gebaseerd op kleurbepaling met de methode van "effectieve golflengten", onderzocht Kreiken veranderingen in kleur en magnitudes van ongeveer 4000 zwakke sterren gelokaliseerd in acht geselecteerde gebieden in de Melkweg. Het was onderdeel van het grote onderzoeksprogramma naar de structuur van de Melkweg door Kapteyn en Pieter Johannes van Rhijn. Op 16 november 1923 trouwde hij met Baukje Hartog.

## Onderwijs en onderzoek
Vanaf 1923 tot 1928 heeft professor Kreiken voornamelijk les gegeven aan het middelbaar onderwijs in Amsterdam. Hij was een docent die menig leerling warm maakte voor de sterrenkunde. Door zijn liefde voor wetenschappelijk onderwijs vond hij tijd voor sterrenkundige onderzoekingen. Zijn onderzoekingen lagen voornamelijk op het gebied van de Groningse school, de statistische astronomie. In die periode werkte Kreiken ook als tijdelijke assistent van Hertzsprung.
Van 1926 tot 1928 was hij privaat-docent in de stellaire astronomie aan de universiteit van Amsterdam. Anton Pannekoek was daar de toenmalige hoogleraar in de sterrenkunde. Om privaat-docent te kunnen worden heeft professor Kreiken op 19 januari 1926 een openbare les gehouden onder de titel “De Melkweg”. In deze inaugurele toespraak wees hij erop dat, nadat Newton de natuurkundige wetten had geformuleerd die de beweging van planeten in het zonnestelsel regelen, de volgende stap was om te onderzoeken of er enige verbinding bestond tussen al deze sterren. Hij gaf een opsomming van een van de baanbrekende nieuwe visies van professor Kapteyn, de galactische sterrenkunde.
In 1929 werd hij benoemd tot Fellow van de Royal Astronomical Society.

## Nederlands Indië - Indonesië
In 1928 vertrok professor Kreiken met zijn vrouw naar de Bosscha Sterrenwacht in Lembang, nabij Bandung op Java, Indonesië. Hij was gerekruteerd door Ir. Joan Voûte (1879-1963).
Als staflid begon hij onmiddellijk met het observeren van dubbelsterren en gedurende zijn eerste jaar schreef hij vele artikelen gericht op de statistische problematiek rond de verspreiding van dubbelsterren. Het werd hem toegestaan gebruik te maken van meerdere astrografische catalogi. Zijn artikelen werden gepubliceerd in het Bulletin of the Astronomical Institutes of the Netherlands. Tezelfdertijd werkte ook Dr. A.A.E. Wallenquist als observator bij de Bosscha Sterrenwacht.
Binnen twee jaar was er onenigheid ontstaan tussen de hoogleraren Voûte en Kreiken en onder dwang van professor Voûte is Kreiken gaan werken als leraar natuurkunde aan de H.B.S. in Bandung. Via enkele jaren in Semarang en Medan, kwam hij terecht in Surabaya als directeur van de A.M.S. en de M.H.S.
In de jaren 1937-1938 verbleef hij enkele maanden bij het Mount Wilson-Observatorium.
In deze periode tot het uitbreken van de Tweede Wereldoorlog publiceerde hij over asrotaties, diameters en dichtheden van sterren, verdeling van veranderlijke sterren aan de hemel, oppervlaktehelderheden van sterrenstelsels et cetera. Van 23 maart 1943 tot 19 mei 1945 verbleef Kreiken in een Japans gevangenenkamp. 
Het grootste deel van zijn leven gaf hij onderwijs en werkte in de ontwikkelingslanden Indonesië, Liberia en Turkije. In Indonesië werd hij adviseur van de minister van onderwijs. In 1954 werd hij directeur van het sterrenkundig instituut in Turkije, waar hij het observatorium van de Universiteit van Ankara zou stichten.

## Publicaties
Tijdens zijn veertigjarige carrière publiceerde hij een aantal artikels over sterrenkunde, onder meer over het onderzoek aan sterren en sterrenstelsels, zie onder de externe links.

## Vernoeming
De krater Kreiken op de Maan is naar hem genoemd, evenals een sterrenwacht in Turkije.